# Weeksiidae
De Weeksiidae zijn een familie van uitgestorven weekdieren uit de klasse van de Gastropoda (slakken). Exemplaren van deze familie zijn slechts als fossiel bekend.